# Ken Fletcher
Ken Fletcher (Brisbane, 15 juni 1940 – aldaar, 11 februari 2006) was een tennisspeler uit Australië. Hij boekte zijn grootste successen als dubbelspeler in de jaren 1960. Hij won tien grandslamtitels in het mannendubbelspel en gemengd dubbelspel.
Met Margaret Smith-Court slaagde hij er in 1963 in een grand slam te winnen in het gemengd dubbelspel: in dat jaar wonnen zij het Australian Open, Roland Garros, Wimbledon en het US Open. In 1964 wonnen beiden de Australische titel en in 1965, 1966 en 1968 wonnen zij opnieuw Wimbledon.
Met Roy Emerson won hij in 1964 het mannendubbelspel op het Franse open kampioenschap van Roland Garros in Parijs, en in 1966 won hij met John Newcombe het mannendubbelspel op Wimbledon.
Als enkelspeler bereikte hij eenmaal een finale van een grandslamtoernooi, namelijk in 1963 op het Australisch kampioenschap, waar hij verloor van zijn landgenoot Roy Emerson.
Begin 2006 overleed hij aan de gevolgen van kanker.

## Resultaten grandslamtoernooien
| Legenda | Legenda                          |
| ------- | -------------------------------- |
| g.t.    | geen toernooi gehouden           |
| l.c.    | lagere categorie                 |
| –       | niet deelgenomen                 |
| G       | uitgeschakeld in de groepsfase   |
| 1R      | uitgeschakeld in de eerste ronde |
| 2R      | uitgeschakeld in de tweede ronde |
| 3R      | uitgeschakeld in de derde ronde  |
| 4R      | uitgeschakeld in de vierde ronde |
| KF      | uitgeschakeld in de kwartfinale  |
| HF      | uitgeschakeld in de halve finale |
| F       | de finale verloren               |
| W       | het toernooi gewonnen            |
| w-v     | winst/verlies-balans             |

De tabellen zijn waarschijnlijk niet volledig.

### Enkelspel
| Toernooi        | 1958 | 1959 | 1960 | 1961 | 1962 | 1963 | 1964 | 1965 | 1966 | 1967 | 1968 | 1969 |
| --------------- | ---- | ---- | ---- | ---- | ---- | ---- | ---- | ---- | ---- | ---- | ---- | ---- |
| Australian Open | 3R   | 3R   | KF   | KF   | 4R   | F    | HF   | –    | 2R   | –    | –    | –    |
| Roland Garros   | –    | –    | –    | 3R   | 1R   | KF   | 4R   | 4R   | KF   | 3R   | –    | –    |
| Wimbledon       | –    | 3R   | –    | 2R   | KF   | 2R   | 2R   | 4R   | KF   | KF   | 2R   | 1R   |
| US Open         | –    | 2R   | –    | –    | –    | 3R   | –    | –    | –    | –    | –    | –    |

### Mannendubbelspel
| Toernooi        | 1960 | 1961 | 1962 | 1963 | 1964 | 1965 | 1966 | 1967 | 1968 | 1969 | 1970 | 1971 | 1972 |
| --------------- | ---- | ---- | ---- | ---- | ---- | ---- | ---- | ---- | ---- | ---- | ---- | ---- | ---- |
| Australian Open | HF   | 3R   | HF   | F    | F    | –    | –    | –    | –    | –    | –    | –    | –    |
| Roland Garros   | –    | –    | –    | –    | W    | –    | –    | –    | –    | –    | 1R   | –    | –    |
| Wimbledon       | –    | –    | –    | –    | –    | –    | W    | –    | KF   | 2R   | –    | 1R   | 1R   |
| US Open         | –    | –    | –    | –    | –    | –    | –    | –    | –    | –    | –    | –    | –    |